# Řád bílého slona
Řád bílého slona plným názvem Nejvznešenější řád bílého slona  je vysoké thajské státní vyznamenání. Založen byl roku 1861 siamským králem Rámou IV. Udílen je občanům Thajska i cizím státním příslušníkům za vynikající služby Thajskému království. Hlavou řádu je thajský panovník.

## Historie
Řád založil dne 5. prosince 1861 siamský král Ráma IV. Byl zasvěcen bílému slonovi, který je v thajské kultuře považován za posvátné zvíře. Původně byl udílen výhradně zahraničním hlavám států jako vyznamenání za dobročinnost.  
Roku 1869 Ráma V. řád reformoval. Od té doby se stal nejvyšším státním řádem a byl nově rozdělen na čtyři třídy. I nadále byl řád udílen především cizincům za jejich zásluhy o Siam a následně Thajsko.
Dne 16. listopadu 1909 byla přidána třída velkostuhy, která se stala nejvyšší třídou řádu. Naposled byl řád regulován v roce 1941.

## Pravidla udílení
Řád je udílen thajským státním příslušníkům, kteří slouží jako důstojníci nebo pracují ve státní správě. Je pravidelně udílen ve velkém počtu a běžně jím jsou oceněni důstojníci a úředníci v určitém postavení. Může být udělen i cizincům za zásluhy o stát.

## Insignie
Řádový odznak má tvar šestnácticípé hvězdy se zlatým kulatým medailonem uprostřed. V medailonu je vyobrazen bílý slon. V případě VII. třídy je odznak stříbrný, v ostatních třídách pozlacený.
Původní odznak měl podobu červeno-zeleně smaltovaného lotosového květu uprostřed s kulatým medailonem s bílým slonem.

Stuha je cihlově červená s širším zeleným pruhem při okraji, který je od červeného středu oddělen úzkým žlutým a modrým pruhem.

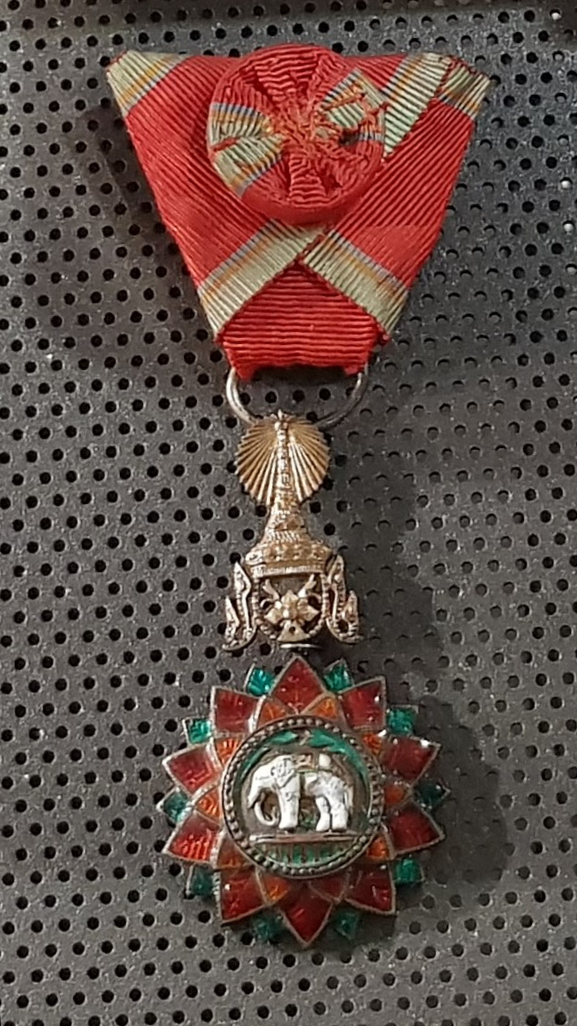
Řád IV. třídy z období vlády Rámy V.
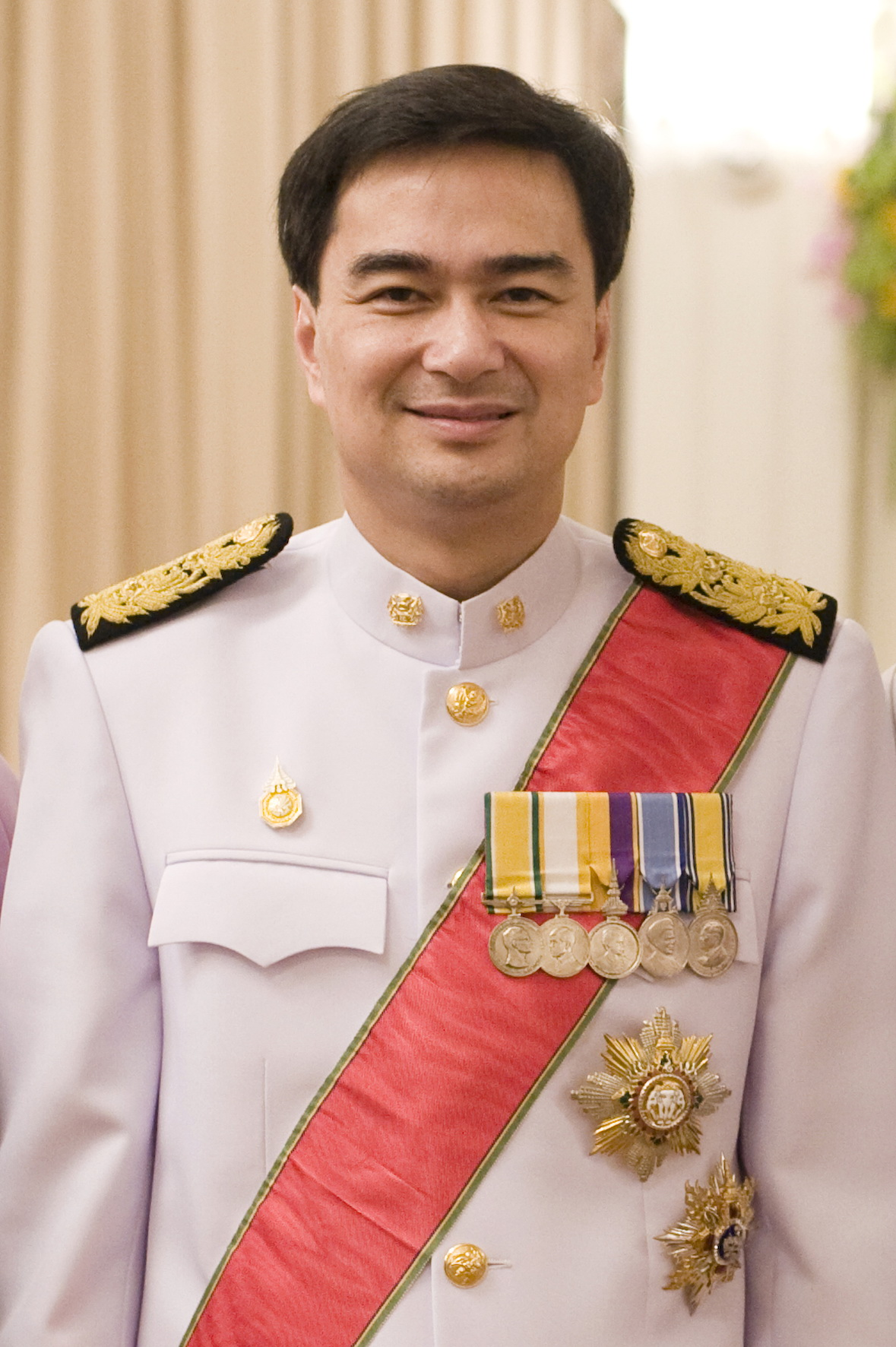
Třída velkostuhy
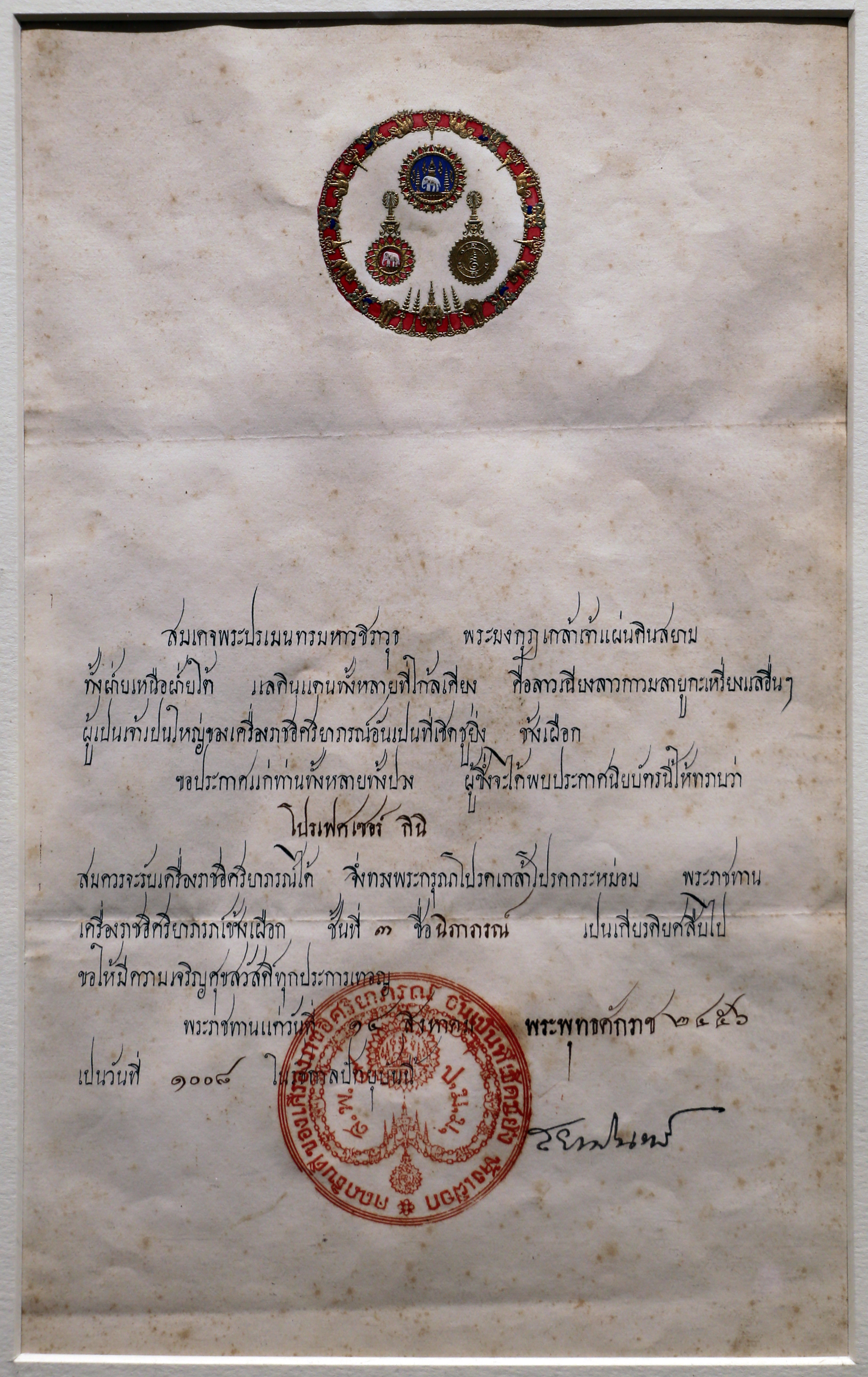
Příklad certifikátu o udělení řádu z období vlády Rámy VI.
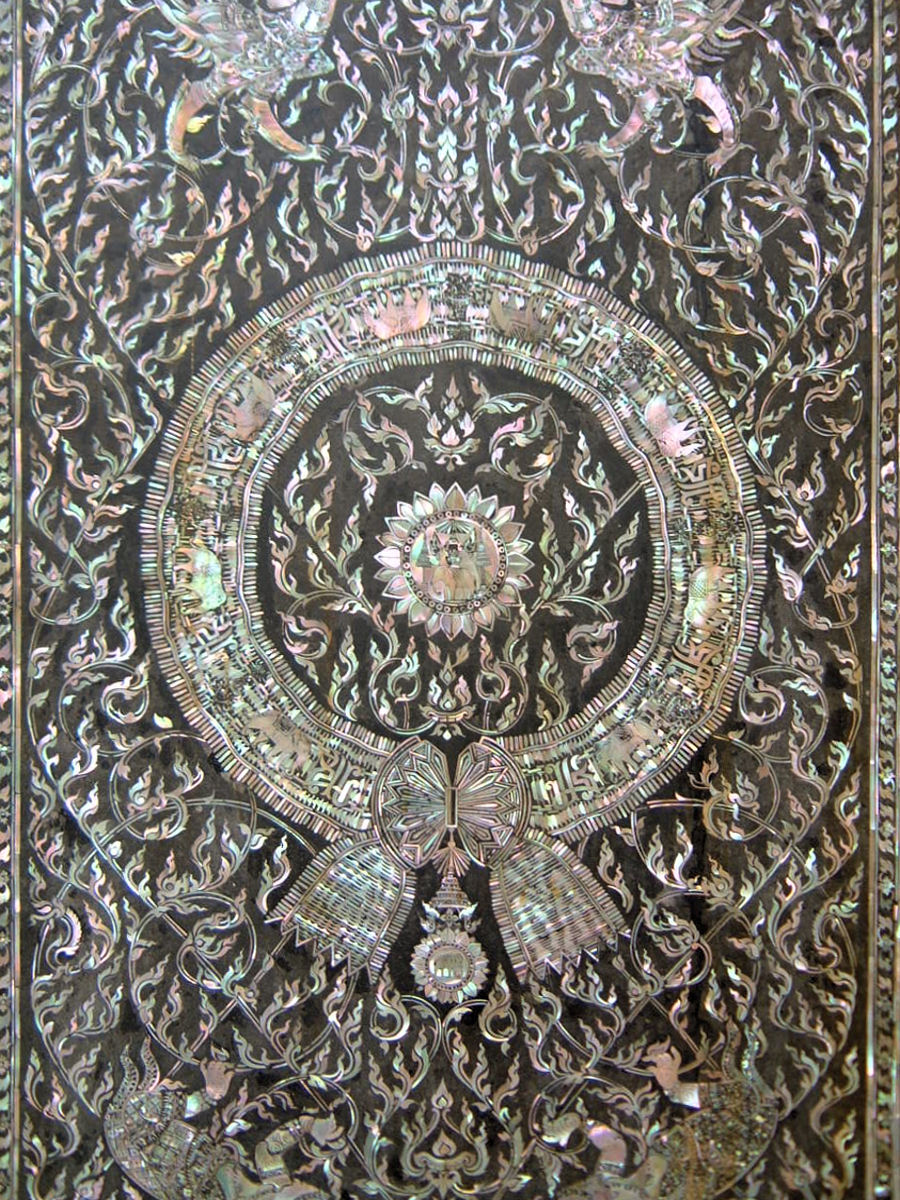
Vyobrazení řádu v buddhistickém chrámu v Bangkoku

## Třídy
Řád je udílen v osmi třídách. Medaile (tedy VI. a VII. třída) slouží k vyznamenání osob, jejichž společenské postavení či vojenská hodnost neumožňuje aby se staly členy řádu.
- rytíř velkostuhy (speciální třídy) – thajsky: มหาปรมาภรณ์ช้างเผือก – KGE – třída udílena od 16. listopadu 1909
  - Řádový odznak se nosí buď bez stuhy na řetězu kolem krku nebo na stuze široké 10 cm spadající z levého ramene na pravý bok. Řádová hvězda se nosí nalevo na hrudi. Při zvláštních příležitostech se nosí zlatě vyšívaný červený plášť sahající pod kolena s velkými širokými rukávy se zlatě vyšívanou řádovou hvězdou nalevo na hrudi. Počet žijících osob vyznamenaných touto třídou je omezen na 8. Udílena je osobám s hodností generála či v obdobném civilním postavení.[1][3]
- rytíř velkokříže (I. třída) – thajsky: ประถมาภรณ์ช้างเผือก – GCE – třída udílena od roku 1869
  - Řádový odznak se nosí na stuze široké 10 cm spadající z pravého ramene na levý bok. Řádová hvězda se nosí nalevo na hrudi. Počet žijících osob vyznamenaných touto třídou je omezen na 23. Udílena je osobám v hodnosti generálmajora či v obdobném civilním postavením.[1][3]
- rytíř komandér (II. třída) – thajsky: ทวีติยาภรณ์ช้างเผือก – KCE – třída udílena od roku 1869
  - Řádový odznak se v případě pánů nosí kolem krku na stuze široké 4 cm a v případě dam na levém rameni na stuze uvázané do mašle. Řádová hvězda se v obou případech nosí nalevo na hrudi. Počet žijících osob vyznamenaných touto třídou je omezen na 50. Udílena je osobám v hodnosti plukovníka či v obdobném civilním postavení.[1][3]
- komandér (III. třída) – thajsky: ตริตาภรณ์ช้างเผือก – CE – třída udílena od roku 1869
  - Řádový odznak se v případě pánů nosí kolem krku na stuze široké 4 cm a v případě dam na levém rameni na stuze uvázané do mašle. Řádová hvězda této třídě již nenáleží. Počet žijících osob vyznamenaných touto třídou je omezen na 100. Udílena je osobám v hodnosti podplukovníka či v obdobném civilním postavení.[1][3]
- společník (IV. třída) – thajsky: จัตุรถาภรณ์ช้างเผือก – OE – třída udílena od roku 1869
  - Řádový odznak se nosí na stuze s rozetou. V případě pánů se nosí nalevo na prsou v případě dam na levém rameni na stuze uvázané do mašle. Počet žijících osob vyznamenaných touto třídou je omezen na 200. Udílena je osobám v hodnosti kapitána či v obdobném civilním postavení.[1][3]
- člen (V. třída) – thajsky: เบญจมาภรณ์ช้างเผือก – ME – třída udílena od roku 1873
  - Řádový odznak se nosí na stuze bez rozety. V případě pánů se nosí nalevo na prsou v případě dam na levém rameni na stuze uvázané do mašle. Počet žijících osob vyznamenaných touto třídou není omezen.[1][3]
- zlatá medaile (VI. třída) – thajsky: เหรียญทองช้างเผือก – G.M.E. – třída udílena od 20. července 1902
  - Řádový odznak se nosí na stuze s rozetou. V případě pánů se nosí nalevo na prsou v případě dam na levém rameni na stuze uvázané do mašle. Počet žijících osob vyznamenaných touto třídou není omezen.[1][3]
- stříbrná medaile (VII. třída) – thajsky: เหรียญเงินช้างเผือก – S.M.E. – třída udílena od 20. července 1902
  - Řádový odznak se nosí na stuze s rozetou. V případě pánů se nosí nalevo na prsou v případě dam na levém rameni na stuze uvázané do mašle. Počet žijících osob vyznamenaných touto třídou není omezen.[1][3]

speciální třída
I. třída
II. třída
III. třída
IV. třída
V. třída
VI. třída
VII. třída

## Významní nositelé
Držiteli tohoto vyznamenání byli mimo jiné i císař Napoleon III. (rytíř velkokříže), britská královna Viktorie, jugoslávský král Alexandr I. Karađorđević (rytíř velkostuhy), australský premiér Bob Hawke (rytíř velkostuhy), britský šlechtic a voják Louis Mountbatten (rytíř velkokříže), meklenbursko-zvěřínským velkovévoda Bedřich František III. Meklenbursko-Zvěřínský nebo americký politik Nelson Rockefeller.